# 大谷幸輝
大谷 幸輝（おおたに こうき、1989年4月8日 - ）は、熊本県熊本市北区出身のプロサッカー選手。Jリーグ・ギラヴァンツ北九州所属。
ポジションはゴールキーパー。

## 来歴

### 浦和レッズ
高校時代は、地元熊本を離れ浦和レッズユースに所属。同期は林容平、矢部雅明。2005年8月26日、GK徳重健太の神戸移籍に伴いトップ登録 され、2006年には都築龍太、加藤順大の2人が相次いで故障した影響で2006年5月7日第12節鹿島アントラーズ戦で初のベンチ入りを果たした。(結局この年はリーグ戦で1試合、ナビスコカップで2試合ベンチ入りした。）
その後、2007年も同様にユース所属のままトップチームに帯同し、2008年よりトップチームに昇格。しかし、都築、山岸範宏という壁に阻まれてベンチ入りすら出来ない状態が続いていた（サテライトで1試合のみ出場）。
2009年5月にはU-20ジャパンズエイトの参加メンバーに、チームメイトの橋本真人、永田拓也とともに選出され、ベストGKに選ばれている。その後、5月30日のナビスコカップ第4節アルビレックス新潟戦において自身3年振りとなる公式戦ベンチ入りを果たし、7月23日、7月31日から8月7日まで韓国の水原で開催された水原国際ユースに出場したU-20日本代表には、ユースの後輩でチームメイトの永田とともに選出された。
2010年は5月にU-21日本代表に選出され、トゥーロン国際大会に2試合出場した。この影響もあり、この期間に行われていたナビスコカップに出場することは出来なかったが、リーグ戦再開後は基本的に公式戦の控えGKは加藤順大と大谷のローテーションで回された影響で、前年までに比べるとベンチ入り数は増加した。
2011年は加藤、山岸範宏の二人に次ぐ第3GKの枠から抜け出すことが出来ず、ベンチ入り数もこの年は少ないシーズンになった。
2012年はリーグ戦1試合、ナビスコ杯4試合、天皇杯1試合にベンチ入りしたが、試合には一度も出場できなかった。

### ギラヴァンツ北九州（期限付き移籍）
2014年はJ2のギラヴァンツ北九州へ期限付き移籍。正ゴールキーパーとしてリーグ戦42試合フル出場を果たし、北九州のJ2・5位に貢献した。

### 浦和レッズ復帰
2015年は浦和レッズに復帰。第2GKとして公式戦にベンチ入りを果たすとAFCチャンピオンズリーグ第6節ブリスベン・ロアーに出場、これが浦和レッズとして公式戦初出場初スタメンまた初勝利と初物づくしとなった。
2016年は決勝トーナメントから出場したルヴァンカップの準々決勝と準決勝の4試合にスタメン出場。随所で決定的なシュートを防ぐなど決勝進出に貢献した。

### アルビレックス新潟
2017年シーズンよりアルビレックス新潟へ完全移籍。守田達弥と正GKの座を争いリーグ戦に23試合に出場したが、チームはJ2へ降格した。
2018年はアレックス・ムラーリャと正GKの座を争いリーグ戦14試合に出場した。
2019年はチームの正GKとしてリーグ戦全42試合に出場した。なお、最終節のV・ファーレン長崎戦において、後半アディショナルタイムにこの年退団する野澤洋輔と交代したため、全試合フル出場とはならなかった。
2020シーズン、藤田和輝の台頭と新加入の小島亨介がポジションを争ったため、第3GKに降格し、ベンチ入りも厳しくなったためシーズン通して出場は無く、シーズン終了後に契約満了が発表された。

### 北海道コンサドーレ札幌
2021シーズンより、北海道コンサドーレ札幌に完全移籍。
加入直後はベテラン菅野孝憲や若手の中野小次郎に次ぐ3番手であり、ベンチ入りも厳しかったが、中野が怪我で離脱するとベンチ入りの機会も増えルヴァンカップ第3節の鹿島アントラーズ戦では加入後初出場を果たした。その後もカップ戦で主に出場機会を得て、結果4試合に出場した。
2022年3月19日、J1リーグ第5節のセレッソ大阪戦で先発に抜擢され、加入後リーグ戦初出場を果たした。
2023年12月5日、契約満了が発表された。

### ギラヴァンツ北九州
2023年12月26日、ギラヴァンツ北九州へ完全移籍することが発表された。2014年に浦和から期限付き移籍で1年所属して以来10シーズンぶりの復帰となる。

## 人物
選手名鑑用アンケートの「私はチームで一番○○なはず」という設問に「ももクロが好きなはず」と答えるなど、ももいろクローバーZの熱狂的ファンであることを公言。「今一番欲しいもの」に「ももクロのグッズ（オリジナルで作りたい）」と挙げるなど徹底している。
有安杏果（緑色）推しとして知られ、浦和レッドダイヤモンズ在籍時、全身緑色の姿でライブ会場に向かうところをチームメイトに撮影されたことがある。

## 所属クラブ
- タイケンSC熊本
- ブレイズ熊本
- リベルタ北熊本
- ベアーズFCエスパーダ
- ランザ熊本U-15
- 2005年 - 2007年 浦和レッズユース (埼玉栄高校→ウィザス高校)
- 2008年 - 2016年  浦和レッズ
  - 2014年  ギラヴァンツ北九州 (期限付き移籍)
- 2017年 - 2020年  アルビレックス新潟
- 2021年 - 2023年  北海道コンサドーレ札幌
- 2024年 -  ギラヴァンツ北九州

## 個人成績
| 国内大会個人成績 | 国内大会個人成績 | 国内大会個人成績 | 国内大会個人成績 | 国内大会個人成績 | 国内大会個人成績 | 国内大会個人成績 | 国内大会個人成績 | 国内大会個人成績 | 国内大会個人成績 | 国内大会個人成績 | 国内大会個人成績 |
| 年度             | クラブ           | 背番号           | リーグ           | リーグ戦         | リーグ戦         | リーグ杯         | リーグ杯         | オープン杯       | オープン杯       | 期間通算         | 期間通算         |
| 年度             | クラブ           | 背番号           | リーグ           | 出場             | 得点             | 出場             | 得点             | 出場             | 得点             | 出場             | 得点             |
| 日本             | 日本             | 日本             | 日本             | リーグ戦         | リーグ戦         | リーグ杯         | リーグ杯         | 天皇杯           | 天皇杯           | 期間通算         | 期間通算         |
| ---------------- | ---------------- | ---------------- | ---------------- | ---------------- | ---------------- | ---------------- | ---------------- | ---------------- | ---------------- | ---------------- | ---------------- |
| 2008             | 浦和             | 29               | J1               | 0                | 0                | 0                | 0                | 0                | 0                | 0                | 0                |
| 2009             | 浦和             | 29               | J1               | 0                | 0                | 0                | 0                | 0                | 0                | 0                | 0                |
| 2010             | 浦和             | 29               | J1               | 0                | 0                | 0                | 0                | 0                | 0                | 0                | 0                |
| 2011             | 浦和             | 25               | J1               | 0                | 0                | 0                | 0                | 0                | 0                | 0                | 0                |
| 2012             | 浦和             | 25               | J1               | 0                | 0                | 0                | 0                | 0                | 0                | 0                | 0                |
| 2013             | 浦和             | 25               | J1               | 0                | 0                | 0                | 0                | 0                | 0                | 0                | 0                |
| 2014             | 北九州           | 1                | J2               | 42               | 0                | -                | -                | 4                | 0                | 46               | 0                |
| 2015             | 浦和             | 15               | J1               | 0                | 0                | 2                | 0                | 1                | 0                | 3                | 0                |
| 2016             | 浦和             | 15               | J1               | 0                | 0                | 4                | 0                | 1                | 0                | 5                | 0                |
| 2017             | 新潟             | 1                | J1               | 23               | 0                | 1                | 0                | 0                | 0                | 24               | 0                |
| 2018             | 新潟             | 1                | J2               | 14               | 0                | 3                | 0                | 2                | 0                | 19               | 0                |
| 2019             | 新潟             | 1                | J2               | 42               | 0                | -                | -                | 0                | 0                | 42               | 0                |
| 2020             | 新潟             | 1                | J2               | 0                | 0                | -                | -                | -                | -                | 0                | 0                |
| 2021             | 札幌             | 22               | J1               | 0                | 0                | 4                | 0                | 0                | 0                | 4                | 0                |
| 2022             | 札幌             | 22               | J1               | 4                | 0                | 2                | 0                | 1                | 0                | 7                | 0                |
| 2023             | 札幌             | 48               | J1               | 3                | 0                | 3                | 0                | 2                | 0                | 8                | 0                |
| 2024             | 北九州           | 31               | J3               | 6                | 0                | 1                | 0                | 2                | 0                | 9                | 0                |
| 2025             | 北九州           | 31               | J3               |                  |                  |                  |                  |                  |                  |                  |                  |
| 通算             | 日本             | 日本             | J1               | 30               | 0                | 16               | 0                | 5                | 0                | 51               | 0                |
| 通算             | 日本             | 日本             | J2               | 98               | 0                | 3                | 0                | 6                | 0                | 107              | 0                |
| 通算             | 日本             | 日本             | J3               | 6                | 0                | 1                | 0                | 2                | 0                | 9                | 0                |
| 総通算           | 総通算           | 総通算           | 総通算           | 134              | 0                | 20               | 0                | 13               | 0                | 167              | 0                |

- 2005年-2007年は、ユース所属
- Jリーグ初出場：2014年3月2日 J2 第1節 vs 京都サンガF.C. (北九州市立本城陸上競技場)

| 国際大会個人成績 | 国際大会個人成績 | 国際大会個人成績 | 国際大会個人成績 | 国際大会個人成績 |
| 年度             | クラブ           | 背番号           | 出場             | 得点             |
| AFC              | AFC              | AFC              | ACL              | ACL              |
| ---------------- | ---------------- | ---------------- | ---------------- | ---------------- |
| 2008             | 浦和             | 25               | 0                | 0                |
| 2013             | 浦和             | 25               | 0                | 0                |
| 2015             | 浦和             | 15               | 1                | 0                |
| 2016             | 浦和             | 15               | 0                | 0                |
| 通算             | AFC              | AFC              | 1                | 0                |

## タイトル
浦和レッズ
- J1リーグ 1stステージ：1回（2015年）
- J1リーグ 2ndステージ：1回（2016年）
- Jリーグカップ：1回（2016年）

## 代表歴
- U-16日本代表候補
- U-20日本代表
  - 2009年 水原国際ユース
- U-21日本代表
  - 2010年 トゥーロン国際大会